# Eisenbahnunfall von Puçol
Der Eisenbahnunfall von Puçol vom 9. Dezember 1933 wurde durch einen Anschlag verursacht. Dabei starben 13 Menschen.

## Unfall
Anarchisten hatten im Zuge eines landesweiten Streiks eine Eisenbahnbrücke der Bahnstrecke Tarragona–Valencia zwischen den Bahnhöfen Puçol (damals und im Spanischen heute noch: Puzol) und El Puig (Provinz Valencia, Spanien), etwa 10 km nördlich von València, durch Bomben beschädigt. Als der Schnellzug von Barcelona nach Sevilla gegen 23:00 Uhr die beschädigte Brücke befuhr, entgleiste er, mehrere Wagen mit hölzernem Aufbau stürzten um und wurden schwer beschädigt.

## Folgen
13 Menschen starben bei dem Unfall, 38 wurden darüber hinaus verletzt. Da die Unfallstelle abgelegen war, dauerte es vier Stunden, bis erste Hilfe zur Stelle war. Der Hilfszug aus València, der zur Unfallstelle beordert wurde, erreichte sie nur mit Verspätung, da die Gleise auch an anderer Stelle beschädigt worden waren.